# Джо Марстън
|посл_проф_отбори =
|посл_нац_отбор =
|наем =
}}
Джеймс Едуард „Джо“ Марстън (на английски: Joseph „Joe“ Marston; род. 7 януари 1926, Нов Южен Уелс, Австралия) е австралийски футболист.
Става първия австралиец, появил се на финала на купата на Англия през 1954 година, където неговия Престън Норд Енд губи от Уест Бромич Албиън с 2:3. Медалът, с който награждават най-добрия футболист от финалния мач в А-лигата и Националната футболна лига на Австралия, носи неговото име.
През 1949 година пристига изненадващо писмо с покана за проби от първия шампион на Англия Престън Норд Енд. За да има мотивация да отиде, от клуба покриват и пътните на съпругата му Едит. Той е трансхерна цел номер 1 на Арсенал, но носталгията го връща обратно в Австралия.
Джо Марстон е член на залата на славата в Нов Южен Уелс и, по версия МФФИИС, 4-ти играч за целия XX век в историята на футбола на Океания. Заедно с жена си живее на централното крайбрежие на Нов Южен Уелс и се интересува от футбол. През февруари 2008 година награждава най-добрия играч от финала на А-лигата Андрю Дюранте.